# Arteria sacralis mediana
De arteria sacralis mediana is een slagader die ontstaat uit de aorta abdominalis. De vertakking ontstaat aan de achterkant van de aorta, vlak voor de splitsing in de beide arteriae iliacae communes.

## Verloop
De arteria sacralis mediana is een klein bloedvat. De slagader loopt recht naar beneden, voor de wervellichamen L4 en L5 (de laatste twee lendenwervels) en het heiligbeen (os sacrum) en staartbeen (os coccygis). Ter hoogte van L5 ontstaan vertakkingen die een netwerk vormen met takken van de arteria iliolumbaris, ter hoogte van het heiligbeen gebeurt dit met takken van de arteriae sacrales laterales. Ook lopen er vertakkingen door de foramina sacralia anteriora, de openingen aan de zijkanten van het heiligbeen. De slagader eindigt bij het glomus coccygicum, een klier bij het staartbeen. Vanaf dit punt ontstaan er vertakkingen naar de achterzijde van de endeldarm (rectum).